# Cremna actoris
Cremna actoris är en fjärilsart som beskrevs av Pieter Cramer 1776. Cremna actoris ingår i släktet Cremna och familjen Riodinidae. Inga underarter finns listade i Catalogue of Life.